# Касперівка
Касперівка (Кашперове) - район міста Нова Одеса. 
Касперівка була одним з головних поселень Бузького козацького війська.
Переписом на 1886 рік Касперівка (Кашперове) — село при річці Буг, 1633 особи, 240 дворів, церква православна, школа, лавка.